# Willyrex
Guillermo Díaz Ibáñez (Madrid, 9 de mayo de 1993), más conocido como Willyrex, es un youtuber, streamer y empresario español.
Cuenta con dos canales de YouTube: Willyrex, que cuenta con más de 17,1 millones de suscripciones y 5,22 mil millones de visualizaciones y TheWillyrex; con más de 18,3 millones de suscripciones y 7,13 mil millones de visitas, lo que lo convierte en el octavo canal con más suscriptores en España y el 230.º canal más suscrito del mundo.
En la actualidad participa además en spicy4tuna, un canal de pódcasts sobre inversión y noticias de actualidad económica y política en colaboración con Alvaro845, Euge Oller y Marc Urgell, socio director de Abast y antiguo rapero ajeno al mundo de la creación de contenido que no cuenta con canal de Youtube.

## Vida personal
Nació el 9 de mayo de 1993 en Madrid, allí creció junto a sus padres, su hermana menor y hermano menor. Desde niño se destacó por ser un estudiante sobresaliente, tuvo una infancia tranquila y su sueño era ser un piloto de aviación. Practicó fútbol y natación, la práctica de este último deporte le otorgó un título de socorrista.
Comenzó su afición a los videojuegos desde joven, gracias a algunos títulos que le regalaban sus padres con la finalidad de desarrollar su intelecto.
Comenzó a estudiar una licenciatura en Administración de Empresas, pero dejó la universidad unos meses después de comenzar para concentrarse a tiempo completo en YouTube.
En 2014 se mudó y vivió por un tiempo en Los Ángeles, California junto con el YouTuber Vegetta777. A principios de 2016 se trasladó a Andorra, donde reside actualmente.
En agosto de 2019 anunció que se casaría con su novia Cristina Urbiola. En enero de 2021 nació su hija María. En julio de 2022 se casó con Cristina, después de que su boda fuese retrasada por la pandemia de COVID-19.
En enero de 2024, diversos periódicos como El Economista (España), La Vanguardia entre otros informaron que, debido a las supuestas deudas fiscales que tiene, la Agencia Tributaria le embargó dos pisos de lujo que tenía en Barcelona.
Sin embargo, respondió poco después en uno de los pódcast de spicy4tuna que esta información fue obtenida por una investigación propia de estos periódicos, indicando que, en realidad, estaban mintiendo buscando que él respondiera.

## Carrera
Creó dos canales de YouTube, los dos con una gran cantidad de suscriptores.
Primero creó su canal principal de YouTube «Willyrex», el 9 de agosto de 2009, y posteriormente su canal secundario «TheWillyrex», el 26 de enero de 2011.
El primero lo usó y lo usa para crear y subir contenido variado y videoblogs, y el segundo para el videojuego Minecraft. Sus orígenes y fama comenzaron con el videojuego de Call of Duty, en el que era considerado uno de los jugadores más habilidosos por su alto porcentaje de victorias en el modo multijugador.
Según ha explicado en varias entrevistas, creó su nombre de YouTube, Willyrex, como un nombre de usuario de messenger cuando tenía once años, años antes de comenzar su canal de YouTube. Eligió «Willy» porque es un hipocorístico del equivalente en inglés de su nombre de pila, William. Eligió «rex» porque en latín es la palabra 'rey', ya lo usaba antes de crear su canal.
Su primer contrato fue con Machinima, empresa dedicada al entretenimiento en línea, con el que pudo ganar dinero haciendo contenido en YouTube. En un pódcast con el youtuber Jordi Wild contó que ni siquiera sabía que se podía ganar dinero subiendo vídeos, en sus palabras:

Subía los vídeos porque la gente también me los pedía. Firmé el contrato, era tan sólo darle a un clic y ya estaba ganando dinero. Era una locura. Mis padres pensaron que eran un timo.
Willyrex

En noviembre de 2017, su canal de YouTube TheWillyrex tenía más de 12 millones de suscriptores y 4350 millones de visitas, lo que lo convirtió en el tercer canal con más suscriptores de España y el 75º del mundo. Afirmó que originalmente comenzó su canal de YouTube para compartir juegos con sus amigos. En 2020, participó en el vídeo Rewind Hispano 2020 junto con otros youtubers, personificando al impostor del videojuego Among Us.
En 2021, decidió cambiar el contenido de su canal, pasando de videojuegos a temas relacionados con Metaversos y juegos NFT, una industria en la que se ha adentrado completamente, y creó su primera colección de NFT en conjunto con el artista Zigor. Esta decisión generó rechazo y críticas por parte de la mayoría de sus seguidores. Recibió respuestas mayormente negativas en sus redes sociales de parte de sus fanes y otros influencers, fue acusado de intentar estafar a sus seguidores y recibía burlas en forma de memes, volviéndose tendencia en Twitter por la controversia.
Una de las razones principales se debió a que su audiencia en general no pasa de los 20 años y es visto diariamente por muchos preadolescentes y menores, y la gente consideró que era inapropiado mostrar ese tipo de contenido de compras y especulación a los niños. Willyrex se defendió de nuevo en dicha plataforma y respondió a las críticas, diciendo lo siguiente:

Todos los que se rien de los NFTs por favor no borreis los tweets que nos reiremos todos en un tiempo.

[...] No sé como se puede ser tan corto de mente, cuando todo el mundo está gritandolo! Facebook, EA, Ubisoft, la mayoria de equipos de futbol y eSports ya tienen o tendrán...
Pero nada, es una estafa todo... igual que lo era comprar online que te roban la tarjeta xD
[...] Obvio que van a salir miles de proyectos que se vayan a 0 o gente aprovechandose para hacer el mal, como ocurre con CUALQUIER cosa. Pero usarlo como excusa solo os hace estar al final de la cola, sobre que usaras en unos años...
[...] En mi opinion, no cuesta nada hacer un par de busquedas en google/youtube e informarse por.. "Y si Willy tiene razon"? no se, no pierdes nada.. 20m de tu vida?
[...] No aconsejo que compreis nada, literalmente el 90-95% de proyectos valdran 0… y de “videojuegos” practicamente todos, si no es divertido de jugar se va a ir a 0.
[...] Añado tambien que es la mayor revolucion para artistas que ha existido, quitar intermediarios y conectar directamente con tu audiencia.

[...] De hecho en los ultimos dias me han escrito bastantes influencers/youtubers/artistas para saber del tema.
Willyrex

## Otros proyectos

### Libros y serie animada
Junto con su compañero youtuber Vegetta, han publicado una extensa saga de libros titulada Wigetta. Posteriormente también se llevó a cabo la producción de una serie animada basada en los libros de Wigetta bajo el mismo nombre, dicha serie sería transmitida desde un canal de YouTube.

### Mad Lions
En 2019, junto con su amigo Vegetta777, anunció en el Barcelona Games World que serían los nuevos socios mayoritarios del club de deportes electrónicos, Mad Lions. El anuncio se llevó a cabo de la mano del comentarista español Ibai Llanos, en el escenario de League of Legends de la Barcelona Games World, antes de la semifinal del Iberian Cup, invirtiendo así en el sector de los deportes electrónicos.

### NFT y Rude Golems
El 22 de marzo de 2021, anunció que estaba trabajando para sacar al mercado sus propios NFT. Pero por las críticas y discusiones que generó el anuncio tuvo que retrasar su lanzamiento. En el 18 de noviembre, junto con el artista Zigor, sacó su colección de NFT, que se vendieron y agotaron en poco tiempo. El 30 de noviembre estrenaría otra colección de NFT llamada Rude Golems. Unas figuras de Golems renderizadas en 3D, con atuendos y características diferentes.

## Premios y reconocimiento
Al tener dos canales de YouTube, fue el primer español en obtener dos versiones de los tres premios.
| Organización | Tipo                   | Galardón            | Razón                                                                                    |
| ------------ | ---------------------- | ------------------- | ---------------------------------------------------------------------------------------- |
| YouTube      | YouTube Creator Awards | Silver Play Button  | Por la cantidad de 100 000 (cien mil) suscriptores en sus dos canales de YouTube         |
| YouTube      | YouTube Creator Awards | Gold Play Button    | Por la cantidad de 1 000 000 (un millón) suscriptores en sus dos canales de YouTube      |
| YouTube      | YouTube Creator Awards | Diamond Play Button | Por la cantidad de 10 000 000 (diez millones) suscriptores en sus dos canales de YouTube |